# Daniela Stracchi
Daniela Stracchi (Milán, Italia, 2 de septiembre de 1983) es una futbolista italiana. Actualmente se encuentra libre.

## Clubes
| Club              | País   | Año         |
| ----------------- | ------ | ----------- |
| ASD Fiammamonza   | Italia | 1998 - 2008 |
| ASD Torres Calcio | Italia | 2008 - 2014 |
| ASD Mozzanica     | Italia | 2014 - 2019 |

## Títulos

### Campeonatos nacionales
| Título             | Club              | País   | Temporada   |
| ------------------ | ----------------- | ------ | ----------- |
| Serie A            | ASD Fiammamonza   | Italia | 2005 - 2006 |
| Serie A            | ASD Torres Calcio | Italia | 2009 - 2010 |
| Serie A            | ASD Torres Calcio | Italia | 2010 - 2011 |
| Serie A            | ASD Torres Calcio | Italia | 2011 - 2012 |
| Serie A            | ASD Torres Calcio | Italia | 2012 - 2013 |
| Copa Italia        | ASD Torres Calcio | Italia | 2010 - 2011 |
| Supercopa italiana | ASD Fiammamonza   | Italia | 2006        |
| Supercopa italiana | ASD Torres Calcio | Italia | 2009        |
| Supercopa italiana | ASD Torres Calcio | Italia | 2010        |
| Supercopa italiana | ASD Torres Calcio | Italia | 2011        |
| Supercopa italiana | ASD Torres Calcio | Italia | 2012        |
| Supercopa italiana | ASD Torres Calcio | Italia | 2013        |